# 大串貝塚
座標: 北緯36度20分0.0秒 東経140度32分58.3秒 / 北緯36.333333度 東経140.549528度

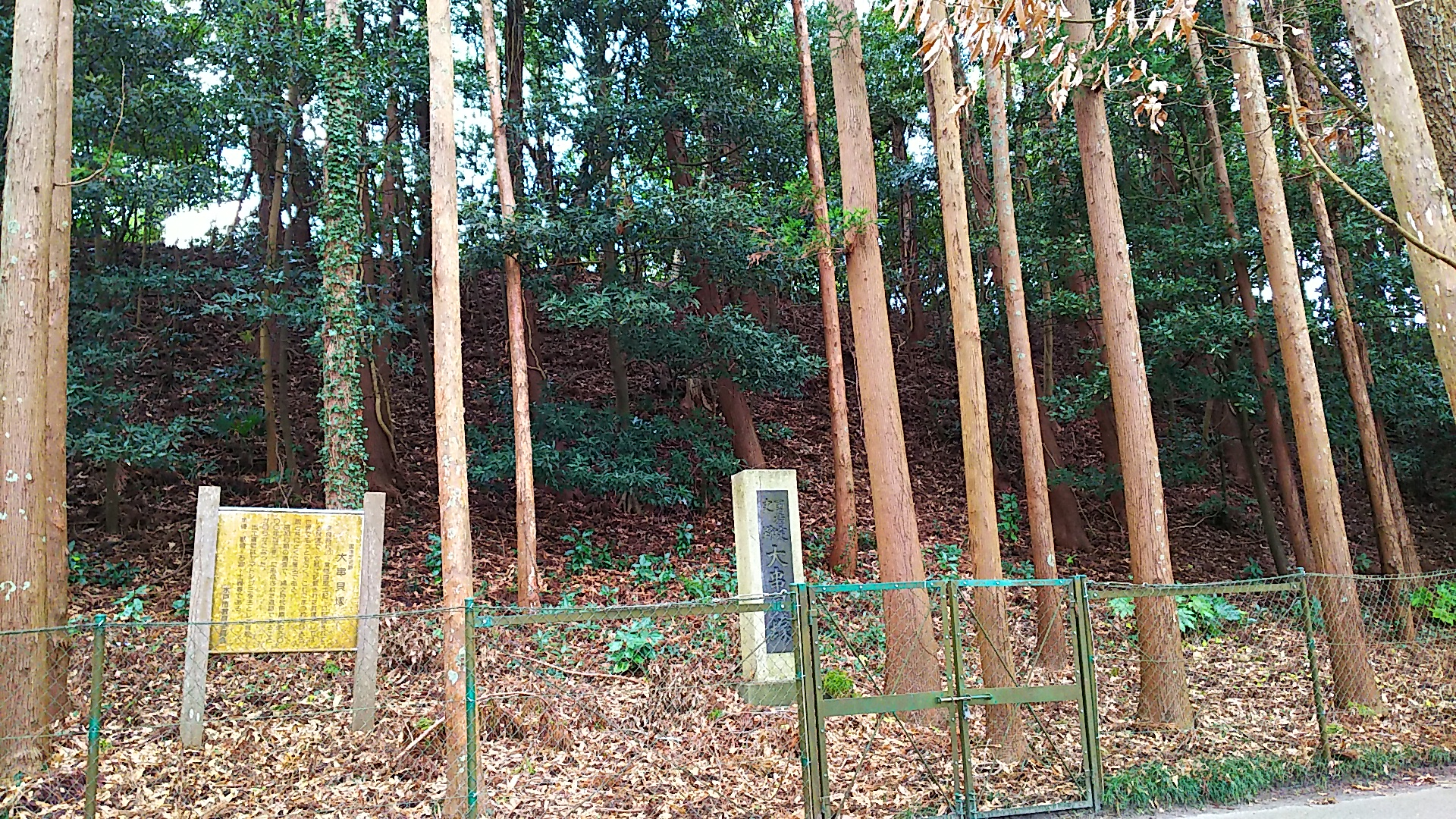
大串貝塚。

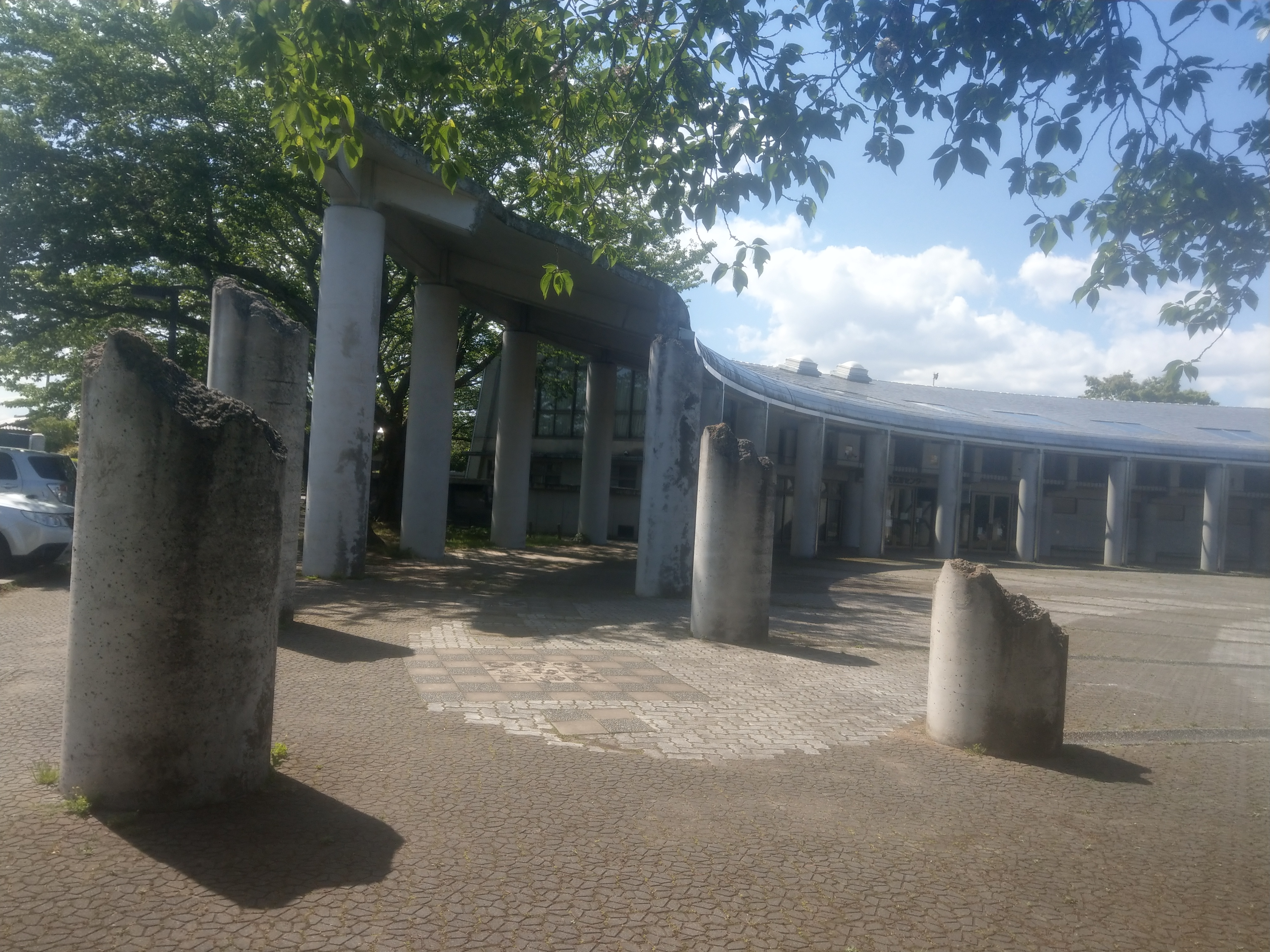
大串貝塚ふれあい公園 水戸市埋蔵文化センター（損壊しているように見える部分は意図的にデザインされたもの）

大串貝塚（おおぐしかいづか）は、日本の茨城県水戸市塩崎町1064-1に所在する縄文時代前期の貝塚である。『常陸国風土記』に巨人伝説の地「大櫛之岡」として言及されており（後述）、これは縄文時代（石器時代）の貝塚（遺跡）が古文献に記された最古の例として知られる。遺跡の平坦部分は削平されているが、斜面の貝層部分は1970年（昭和45年）5月11日付で国の史跡に指定されており「大串貝塚ふれあい公園」として整備されている。

## 概要
北関東東端部、太平洋に注ぐ那珂川下流右岸に所在する。那珂川の支流で、市域を東流して太平洋へ注ぐ涸沼川は、縄文時代前期には河口から涸沼方面へ向かって入江状に広がっていたと推測されており、本貝塚はその北岸標高25.6メートルの那珂台地の突端に位置する。
涸沼川を挟んで対岸の東茨城郡大洗町磯浜地区には、日下ヶ塚古墳（常陸鏡塚古墳）や磯浜車塚古墳などからなる磯浜古墳群が分布する。またこれらの古墳と大串貝塚の中間には律令制の交通拠点「平津駅家（ひらつのうまや）」があり、古より水上交通の要所であったと推測されている。
大串貝塚は、塩ヶ崎貝塚（しおがさき かいづか）とも大串丘貝塚とも呼ばれていたことがあって、学会に知られるようになったのは、1885年（明治22年）の頃からである。その後も小規模な発掘はあるが、遺跡全体を対象とする調査は行われていない。1936年（昭和11年）田沢金吾・大場磐雄らにより調査された。

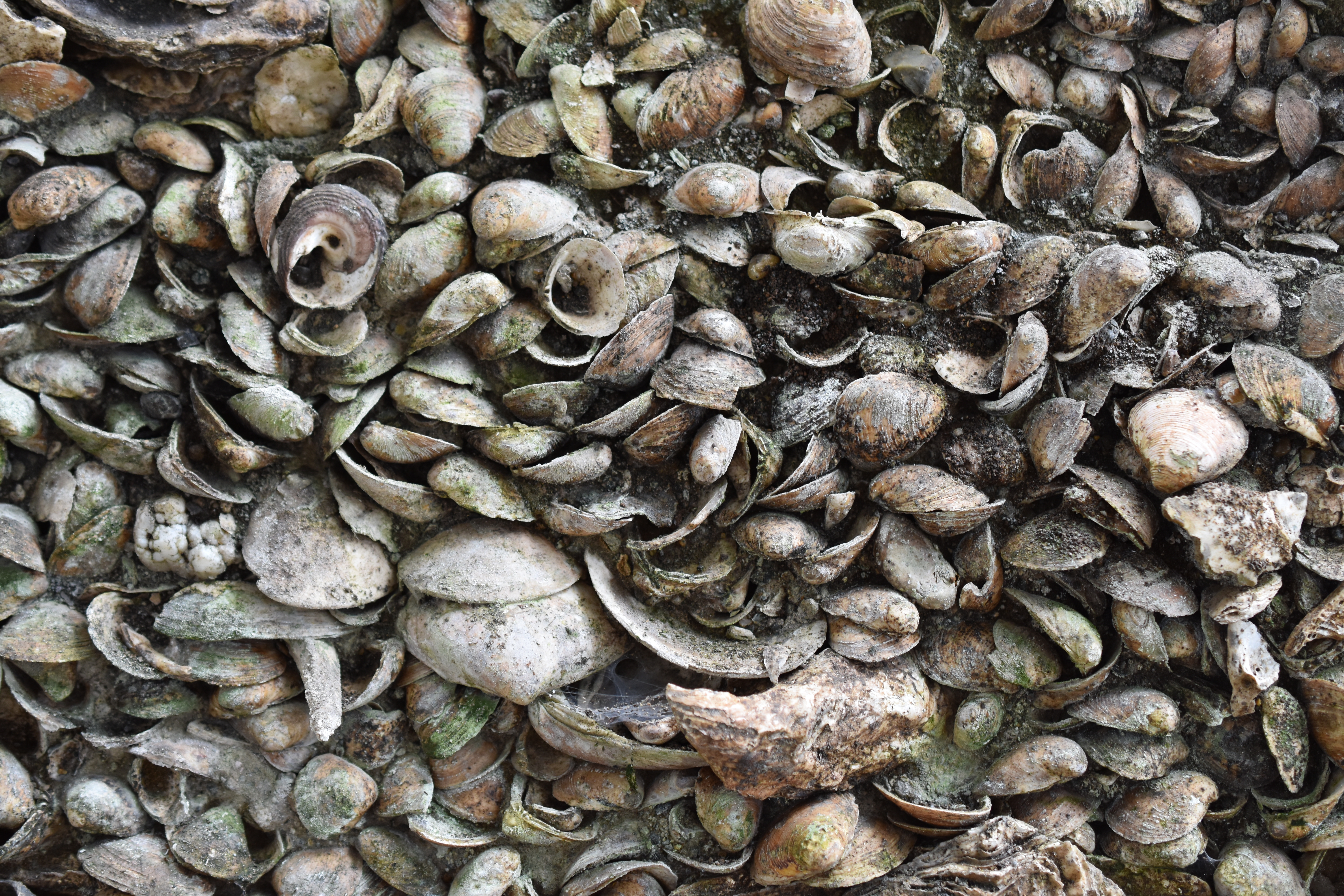
貝層断面の一部

1943年（昭和18年）の発掘調査では、ヤマトシジミ、マシジミ、ハマグリ、アサリ、カキ、アワビ、サザエなど、出土した貝類は淡水産と海産が混在しているから、入江状地形に川が流入するような土地に臨んでいたと考えられている。
戦後は1950年（昭和25年）日本考古研究所の酒詰仲男・広瀬栄一らが調査し、縄文時代前期の花積下層式土器が出土する貝塚であることが明らかにされた。花積下層式と関山式に属する土器が出土した。1985年（昭和60年）の発掘で石鏃・貝輪・貝刃・ヤス・釣針などの骨角器や貝類、スズキ・タイ・フグなどの魚類、イノシシ・シカなどの獣骨が検出されている。

## 大櫛之岡
奈良時代に成立した『常陸国風土記』のうち、常陸国の那賀郡（なかのこおり）（現在の茨城県那珂郡〈なかぐん〉）について記された「那賀略記」には、平津駅家（ひらつのうまや）の西方にある、今（奈良時代）は「大櫛之岡（おおくしのおか、歴史的仮名遣：おほくしのをか）」と呼んでいる岡（丘）には、大昔、“長大な人”がいたのだという旨の記述（平津駅家条）があり、この“長大な人”は近現代の民俗学をして日本の巨人の代表的存在である「ダイダラボッチ」の特に注目すべき一例であると見なされている。
平津驛家条には、「“長大な人”は、岡にいながら海浜に手を伸ばして大蛤（おおはまぐり）を掘り起こし食べていた」、「食べ残しの貝殻が積もりに積もって岡になった」、「大昔の人は（“大量の貝が朽ちている”意をもって）この岡を『大朽（おおくち）』と呼んでいたが、それが訛って今では『大櫛之岡（おおくしのおか）』と呼んでいる」などといった旨の記述があり、近現代の学術的知見は、この大櫛之岡の比定地として大串貝塚を挙げている。
小説家・松本清張は、1970年（昭和45年）、大櫛之岡の巨人伝説を材に採った推理小説『巨人の磯』を発表している（書籍化は1973年〈昭和48年〉）。